# Fredi Álvarez
Alfredo Álvarez Paredes (Moaña, 27 de febrero de 1976) más conocido como Fredi Álvarez, es un entrenador español que actualmente dirigie al Celta de Vigo Fortuna de la Primera Federación.

## Trayectoria
El pontevedrés comenzó en los banquillos como segundo entrenador del Alondras CF en el que trabajó desde 2005 a 2009, antes de ser nombrado primer entrenador del mismo club, al que dirigió desde 2009 a 2012. 
En la temporada 2012-13, firma como entrenador de la SD Compostela de la Tercera División de España. El 30 de junio de 2013, logra el ascenso a la categoría de bronce del fútbol español tras superar al CD Cieza (2-0 y 0-2) en la tercera ronda de la fase de ascenso, eliminando anteriormente al CD Ebro y a la AD San Juan. 
En la temporada 2013-14, dirige al club compostelano en la categoría de bronce, acabando la temporada en la decimotercera posición.
En la temporada 2014-15, firma como entrenador del Celta de Vigo "B", pero el 12 de noviembre de 2014 sería destituido de su cargo, siendo sustituido por Javi López.
El 13 de enero de 2016, regresa a la SD Compostela de la Segunda División B, para intentar salir de los puestos de descenso pero no podría evitar el descenso a la Tercera División de España.
En la temporada 2016-17, firma como entrenador del CD Boiro de la Segunda División B, con el que logró la permanencia. Sin embargo, fue descendido administrativamente a Tercera División tras no poder afrontar las deudas que contraía con sus jugadores.
El 17 de enero de 2018, firma como entrenador del CD Izarra la Segunda División B, al que dirige hasta el final de la temporada.
En julio de 2021, regresa al Real Club Celta de Vigo para dirigir a sus equipos del fútbol base.
En la temporada 2022-23, se hace cargo del equipo juvenil de División de Honor del Real Club Celta de Vigo.
En la temporada 2023-24, dirige al Gran Peña FC.
El 12 de marzo de 2024, tras la llegada al primer equipo de Claudio Giráldez, es nombrado entrenador del Celta de Vigo Fortuna de la Primera Federación hasta el final de la temporada.

## Clubes
| Club                                    | País   | Año       |
| --------------------------------------- | ------ | --------- |
| Alondras CF (2º entrenador)             | España | 2005-2009 |
| Alondras CF                             | España | 2009-2012 |
| SD Compostela                           | España | 2012-2014 |
| Celta de Vigo "B"                       | España | 2014      |
| SD Compostela                           | España | 2016      |
| CD Boiro                                | España | 2016-2017 |
| CD Izarra                               | España | 2018      |
| Fútbol base del Real Club Celta de Vigo | España | 2021-2022 |
| Celta de Vigo Juvenil "A"               | España | 2022-2023 |
| Gran Peña FC                            | España | 2023-2024 |
| Celta de Vigo Fortuna                   | España | 2024-act. |